# Plays live
Plays live is het eerste officiële livealbum van Peter Gabriel. Het was zijn vijfde album als soloartiest. Het was het eerste album van hem dat niet titelloos was.
De muziek werd opgenomen gedurende de tournee die Gabriel hield na het uitbrengen van zijn titelloze album uit 1982. Opnamen vonden plaats in:
- Braden Auditorium, Illinois State University, Normal (Illinois), 3 december 1982
- Memorial Hall, Kansas City (Kansas), 4 December 1982
- Chick Evans Field House, Northern Illinois University, DeKalb Illinois, 6 december 1982
- Banterra Center (de latere |SIU Arena), Southern Illinois University, Carbondale (Illinois), 7 december 1982

Het album verscheen in juni 1983 in de versie van een dubbelelpee en muziekcassette. Deze bevatten de tekst om aan te geven dat er thuis in Bath nog wat correcties waren toegepast:
Although this album was compiled from four concerts in the mid-West of the United States, some additional recording took place not a thousand miles away from the home of the artist. The generic term of this process is 'cheating'. Care has been taken to keep the essence of the gigs intact, including 'human imperfection'. The producers
In 1985 verscheen een eerste editie op compact disc. Om kopers niet op kosten te jagen zo vlak na de release op lp, werd het album eerst in verkorte versie op een enkele compact disc geperst. Sommige nummers sneuvelden daarbij, andere werden ingekort. In 1987 volgde een integrale versie op dubbele cd.

## Musici
- Peter Gabriel – zang, piano, synthesizers
- Jerry Marotta – drumstel, percussie, achtergrondzang
- Tony Levin – basgitaar, chapman stick, achtergrondzang
- David Rhodes – gitaar, achtergrondzang
- Larry Fast – synthesizers, piano, toetsinstrumenten

## Muziek
| Nr. | Titel                                    | Duur |
| --- | ---------------------------------------- | ---- |
| 1.  | The rhythm of the heat (Gabriel)         | 6:26 |
| 2.  | I have the touch (Gabriel)               | 5:18 |
| 3.  | Not one of us (Gabriel)                  | 5:29 |
| 4.  | Family snapshot (Gabriel)                | 4:44 |
| 5.  | D.I.Y. (Gabriel)                         | 4;20 |
| 6.  | The family and the fishing net (Gabriel) | 7:22 |
| 7.  | Intruder (Gabriel)                       | 5:03 |
| 8.  | I go swimming (Gabriel)                  | 4:44 |

| Nr. | Titel                      | Duur |
| --- | -------------------------- | ---- |
| 1.  | San Jacinto (Gabriel)      | 8:28 |
| 2.  | Solsbury Hill (Gabriel)    | 4:40 |
| 3.  | No self control (Gabriel)  | 5:02 |
| 4.  | I don’t remember (Gabriel) | 4:20 |
| 5.  | Shock the monkey (Gabriel) | 7:40 |
| 6.  | Humdrum (Gabriel)          | 4:03 |
| 7.  | On the air (Gabriel)       | 5:20 |
| 8.  | Biko (Gabriel)             | 6:50 |

| Nr. | Titel                          | Duur |
| --- | ------------------------------ | ---- |
| 1.  | I have the touch               | 4:47 |
| 2.  | Family snapshot                | 4:47 |
| 3.  | The family and the fishing net | 7:38 |
| 4.  | D.I.Y.                         | 4:05 |
| 5.  | I go swimming                  | 4:54 |
| 6.  | San Jacinto                    | 8:19 |
| 7.  | Solsbury Hill                  | 4:41 |
| 8.  | No self control                | 5:04 |
| 9.  | I don’t remember               | 4:12 |
| 10. | Shock the monkey               | 7:10 |
| 11. | Humdrum                        | 4:21 |
| 12. | Biko                           | 6:52 |

I go swimming is een track origineel bedoeld voor Gabriels tweede album, maar werd daarop niet geperst.